# Montpont-en-Bresse
Montpont-en-Bresse és un municipi francès, situat al departament de Saona i Loira i a la regió de Borgonya - Franc Comtat. L'any 2007 tenia 1.027 habitants.

## Demografia

### Població
El 2007 la població de fet de Montpont-en-Bresse era de 1.027 persones. Hi havia 444 famílies, de les quals 146 eren unipersonals (67 homes vivint sols i 79 dones vivint soles), 151 parelles sense fills, 123 parelles amb fills i 24 famílies monoparentals amb fills.
La població ha evolucionat segons el següent gràfic:
Habitants censats

### Habitatges
El 2007 hi havia 649 habitatges, 461 eren l'habitatge principal de la família, 140 eren segones residències i 49 estaven desocupats. 585 eren cases i 58 eren apartaments. Dels 461 habitatges principals, 337 estaven ocupats pels seus propietaris, 102 estaven llogats i ocupats pels llogaters i 21 estaven cedits a títol gratuït; 3 tenien una cambra, 39 en tenien dues, 101 en tenien tres, 133 en tenien quatre i 185 en tenien cinc o més. 327 habitatges disposaven pel capbaix d'una plaça de pàrquing. A 207 habitatges hi havia un automòbil i a 206 n'hi havia dos o més.

### Piràmide de població
La piràmide de població per edats i sexe el 2009 era:
| Homes | Edats   | Dones |
| ----- | ------- | ----- |
| 0     | 95 o +  | 0     |
| 0     | 90 a 94 | 0     |
| 16    | 85 a 89 | 12    |
| 12    | 80 a 84 | 16    |
| 28    | 75 a 79 | 44    |
| 16    | 70 a 74 | 24    |
| 32    | 65 a 69 | 36    |
| 32    | 60 a 64 | 36    |
| 24    | 55 a 59 | 24    |
| 48    | 50 a 54 | 36    |
| 28    | 45 a 49 | 32    |
| 24    | 40 a 44 | 32    |
| 32    | 35 a 39 | 36    |
| 32    | 30 a 34 | 24    |
| 36    | 25 a 29 | 28    |
| 36    | 20 a 24 | 32    |
| 20    | 15 a 19 | 24    |
| 32    | 10 a 14 | 28    |
| 40    | 5 a 9   | 40    |
| 20    | 0 a 4   | 20    |

## Economia
El 2007 la població en edat de treballar era de 595 persones, 442 eren actives i 153 eren inactives. De les 442 persones actives 418 estaven ocupades (231 homes i 187 dones) i 24 estaven aturades (9 homes i 15 dones). De les 153 persones inactives 68 estaven jubilades, 29 estaven estudiant i 56 estaven classificades com a «altres inactius».

### Ingressos
El 2009 a Montpont-en-Bresse hi havia 496 unitats fiscals que integraven 1.116,5 persones, la mediana anual d'ingressos fiscals per persona era de 15.259 €.

### Activitats econòmiques
Dels 58 establiments que hi havia el 2007, 1 era d'una empresa alimentària, 1 d'una empresa de fabricació de material elèctric, 10 d'empreses de fabricació d'altres productes industrials, 11 d'empreses de construcció, 14 d'empreses de comerç i reparació d'automòbils, 4 d'empreses de transport, 1 d'una empresa d'hostatgeria i restauració, 2 d'empreses financeres, 2 d'empreses immobiliàries, 7 d'empreses de serveis, 3 d'entitats de l'administració pública i 2 d'empreses classificades com a «altres activitats de serveis».
Dels 20 establiments de servei als particulars que hi havia el 2009, 1 era una gendarmeria, 1 oficina de correu, 2 oficines bancàries, 3 tallers de reparació d'automòbils i de material agrícola, 1 paleta, 1 guixaire pintor, 1 fusteria, 2 lampisteries, 3 electricistes, 2 empreses de construcció, 1 perruqueria, 1 veterinari i 1 restaurant.
Dels 4 establiments comercials que hi havia el 2009, 1 era una botiga de més de 120 m², 1 una botiga de menys de 120 m², 1 una fleca i 1 una botiga de material de revestiment de parets i terra.
L'any 2000 a Montpont-en-Bresse hi havia 44 explotacions agrícoles que ocupaven un total de 2.480 hectàrees.

## Equipaments sanitaris i escolars
L'únic equipament sanitari que hi havia el 2009 era una farmàcia.
El 2009 hi havia una escola elemental integrada dins d'un grup escolar amb les comunes properes formant una escola dispersa.

## Poblacions més properes
El següent diagrama mostra les poblacions més properes.